# Forsythia viridissima
Forsythia viridissima är en syrenväxtart som beskrevs av John Lindley. Forsythia viridissima ingår i Forsythiasläktet som ingår i familjen syrenväxter. Inga underarter finns listade i Catalogue of Life.

## Bildgalleri

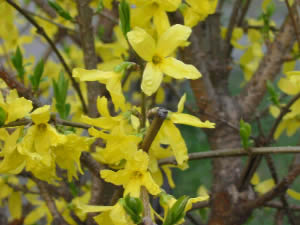
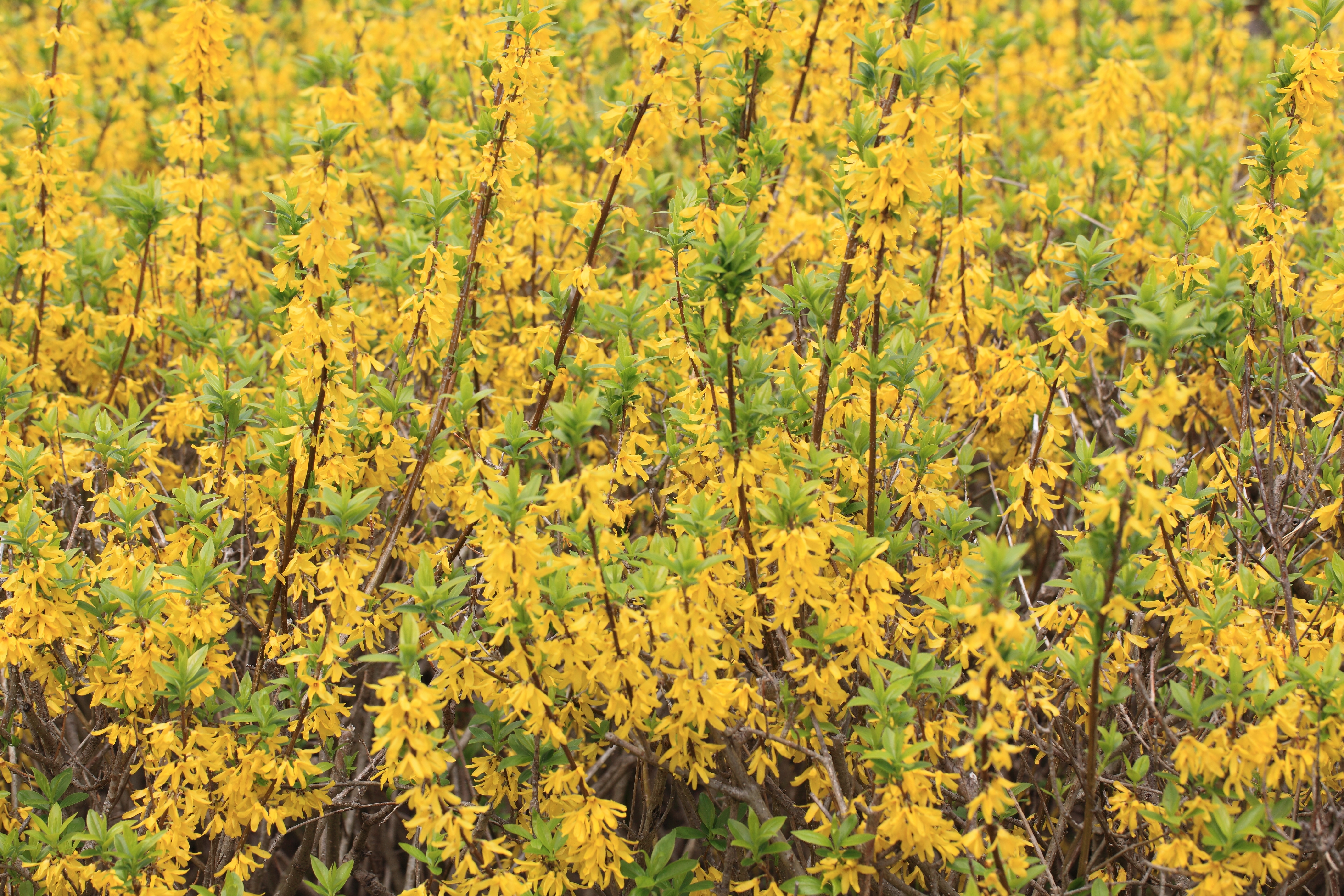
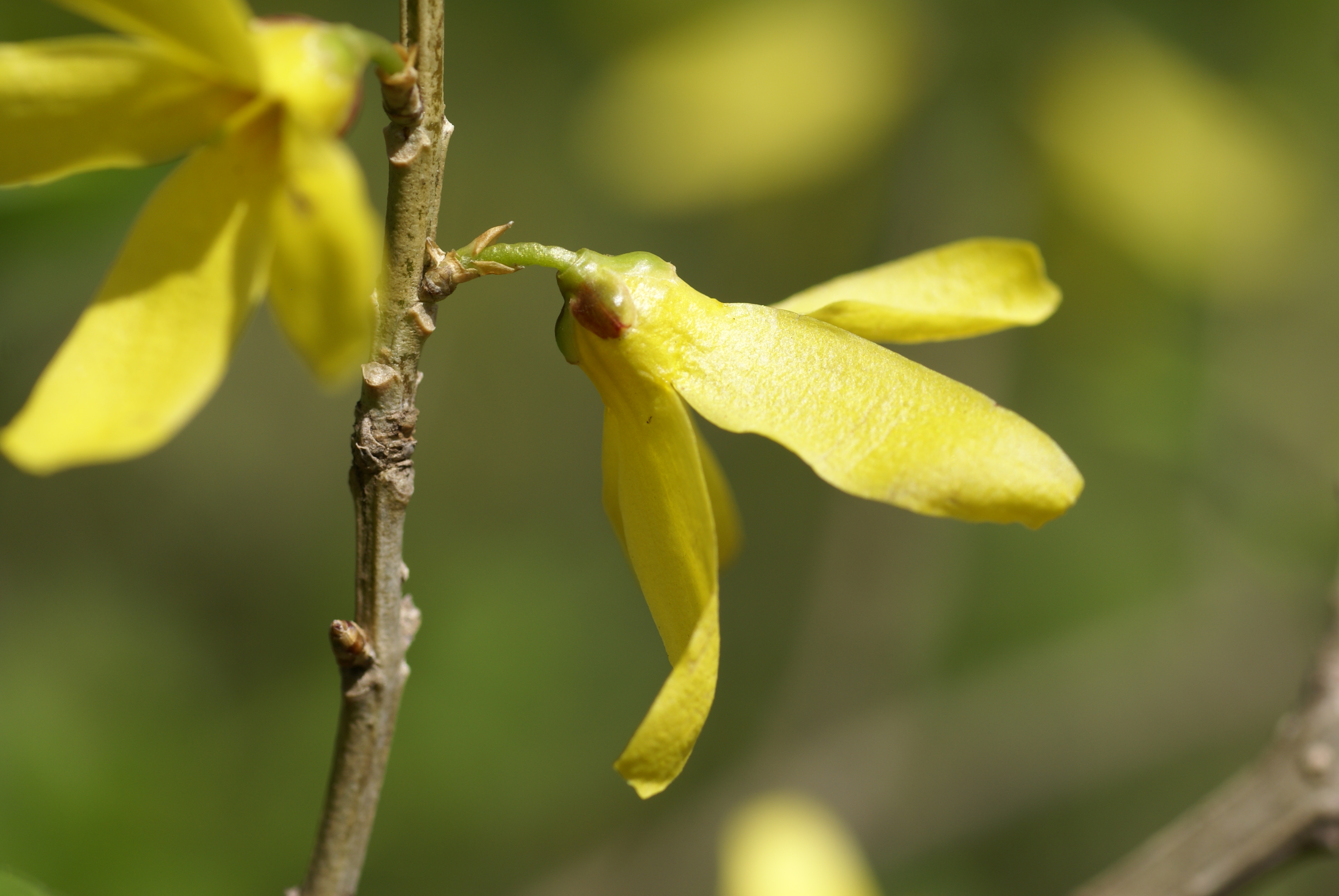
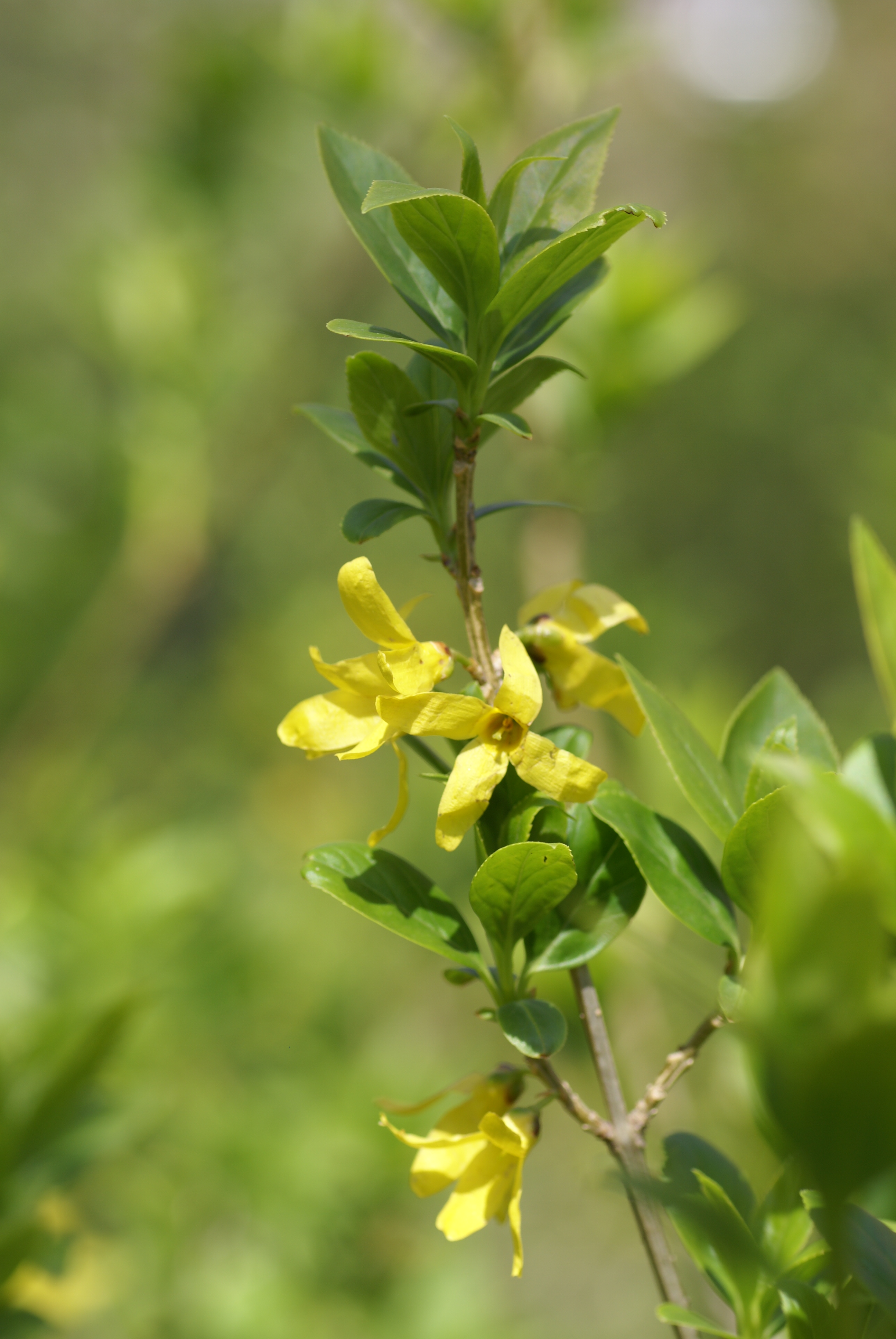
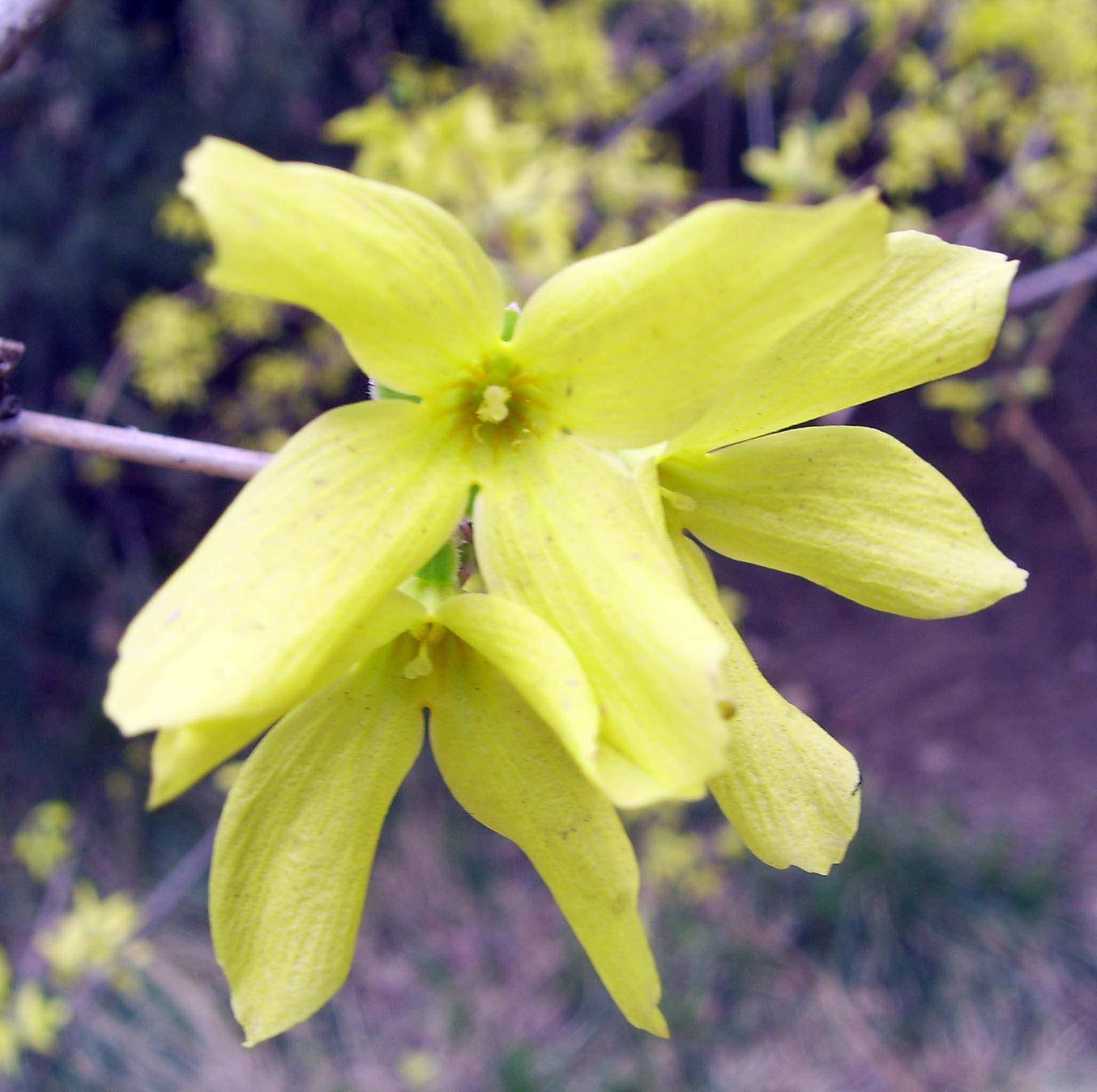
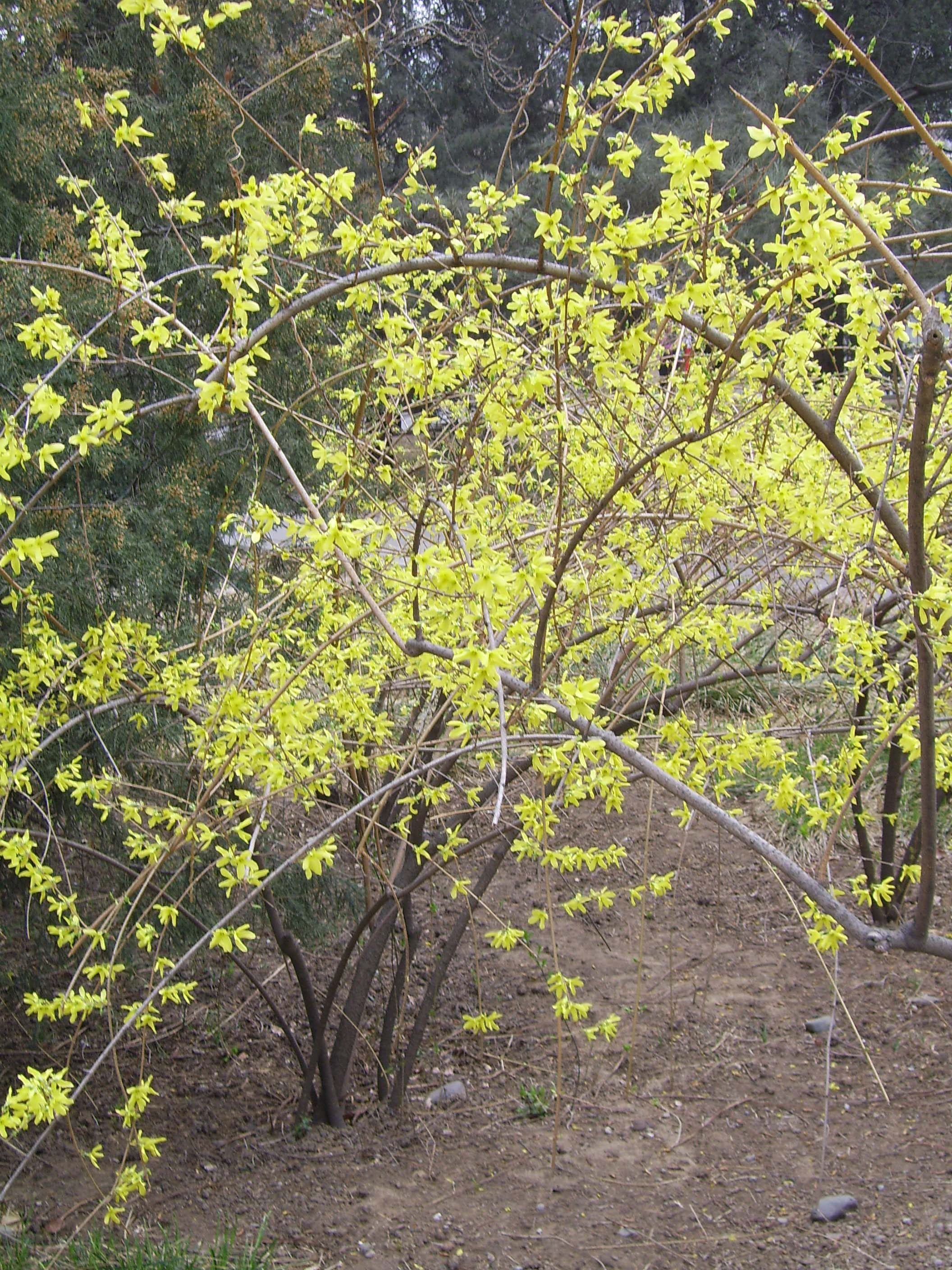